# Jerry Livingston
Jerry Livingston (eigentlich Jerry Levinson; * 25. März 1909 in Denver, USA; † 1. Juli 1987) war ein US-amerikanischer Songwriter und Komponist.

## Leben
Livingston schrieb zwischen den 1940er- und 1960er-Jahren Lieder für unzählige Kinofilme und Fernsehserien. Im Kino hörte man unter anderem sein Lied Bibbidy-Bobbidi-Boo für den Walt-Disney-Film „Cinderella“ (Cinderella, 1950), für das er 1951 seine erste Oscar-Nominierung erhielt. 1962 folgte die zweite Oscar-Nominierung für das Titellied des Films „Der Galgenbaum“ (The Hanging Tree, 1960) mit Gary Cooper und Maria Schell.
Von seinen Fernsehmelodien sind im deutschsprachigen Raum auch die Serien Bronco, Cheyenne, 77 Sunset Strip, New Orleans, Bourbon Street oder auch das Titellied der Zeichentrickserie Casper, der freundliche Geist, das er mit Mack David verfasste, bekannt.
1966 erhielt Livingston seine dritte Oscar-Nominierung The Ballad of Cat Ballou für das Titellied des Musik-Western „Cat Ballou – Hängen sollst du in Wyoming“ (Cat Ballou), dessen Text wiederum von Mack David verfasst wurde und das im Film von Nat King Cole und Stubby Kaye gesungen wird. Für das Lied wurden sie ebenfalls mit einer Nominierung bei den Golden Globes und einem zweiten Platz bei den Laurel Awards bedacht.
Jerry Livingston wurde 1981 in die Songwriters Hall of Fame aufgenommen.